# Odznaka honorowa „Za Zasługi dla Ochrony Praw Człowieka”
Odznaka honorowa „Za Zasługi dla Ochrony Praw Człowieka” – polskie resortowe odznaczenie cywilne, nadawane przez Rzecznika Praw Obywatelskich.

## Historia
Odznaka została ustanowiona Rozporządzeniem Prezydenta RP z dnia 2 listopada 2009 r. jako zaszczytne honorowe wyróżnienie i może być nadawana obywatelom Rzeczypospolitej Polskiej, obywatelom państw obcych, organizacjom lub instytucjom mającym siedzibę na terytorium Rzeczypospolitej Polskiej lub za granicą, za szczególne osiągnięcia w dziedzinie ochrony praw człowieka.
Odznaka jest jednostopniowa.

## Zasady nadawania
Odznakę nadaje Rzecznik Praw Obywatelskich z własnej inicjatywy lub na wniosek:
- ministra lub kierownika urzędu centralnego;
- terenowego organu administracji rządowej lub organu samorządu terytorialnego;
- rektora uniwersytetu lub innej uczelni prowadzącej działalność dydaktyczną i badawczą w dziedzinie ochrony praw człowieka;
- organizacji pozarządowej, której statutową działalnością jest ochrona praw człowieka;
- kierownika przedstawicielstwa dyplomatycznego lub urzędu konsularnego Rzeczypospolitej Polskiej.

Odznaka może być nadana tej samej osobie tylko raz.

## Opis odznaki
Odznakę stanowi okrągły medal ze srebra o średnicy 32 mm, z zaznaczoną obustronnie krawędzią, z uszkiem i kółkiem do zawieszenia. Na stronie licowej, okolonej wypukłym majuskułowym napisem w języku łacińskim IUSTITIAS VESTRAS IUDICABO (OSĄDZĘ SPRAWIEDLIWOŚĆ WASZĄ), przerwanym u dołu wypukłym motywem roślinnym, widnieje pośrodku wypukły znak Rzecznika Praw Obywatelskich przedstawiający świątynię antyczną o kolumnach ze stylizowanych postaci ludzkich. Na stronie odwrotnej z wypukłym napisem majuskułowym wkoło RZECZNIK PRAW OBYWATELSKICH przerwanym u dołu wypukłym monogramem z liter RP symbolizującym Rzeczpospolitą Polską, widnieje pośrodku kursywny, minuskułowy, wypukły napis w dwóch wierszach Hominum/Causa.
Odznaka zawieszona jest na wstążce szerokości 36 mm, w kolorze oliwkowym, z dwoma szafirowymi paskami szerokości 6 mm w odległości 2 mm od krawędzi.
Odznakę nosi się na lewej stronie piersi, po orderach i odznaczeniach państwowych.

## Odznaczeni
10 grudnia 2009 podczas polskich obchodów Dnia Praw Człowieka Rzecznik Praw Obywatelskich Janusz Kochanowski ogłosił nazwiska osób i organizacji wyróżnionych po raz pierwszy odznaką honorową „Za Zasługi dla Ochrony Praw Człowieka”. Pierwszymi odznaczonymi zostali:
- Jerzy Owsiak;
- Piotr Pawłowski;
- Caritas Polska.

Osoby nagrodzone w następnych latach:
- 2010 – Jerzy Owsiak, Federacja Rodzin Katyńskich, Oleg Zakirow, Stowarzyszenie „Memoriał”, Aleksander Gurjanow, Stowarzyszenie Rodzina Katyńska w Izraelu, Robert P. George, Karin Pohl, Janina Wehrstein, Caritas Polska, Siostra Małgorzata Chmielewska, Polska Akcja Humanitarna, Kamiliańska Misja Pomocy Społecznej, Stefania Szal, Piotr Pawłowski
- 2011 – Teodor Szymanowski, Maria Sawicka, Josef Lüttig, Hans Gammeltoft-Hansen, Mścisław Lurie, Fundacja Dzieci Niczyje, Prymasowski Komitet Pomocy Osobom Pozbawionym Wolności i ich Rodzinom
- 2012 – Pavel Kandráč, Elżbieta Modrzewska Manno
- 2013 – Kazachstańskie Międzynarodowe Biuro Praw Człowieka i Rządów Prawa, Koalicja za Demokrację i Prawa Człowieka, Polskie Stowarzyszenie na rzecz Osób z Upośledzeniem Umysłowym, Krzysztof Selmaj, Władysław Bartoszewski
- 2014 – Stowarzyszenie Sądecki Uniwersytet Trzeciego Wieku, Piotr M. A. Cywiński
- 2015 – Marian Turski[2], Jolanta Wadowska-Król, Marek Rudnicki, Maria Turkowska-Luty, Zofia Kiera, Tadeusz Jedynak, Jacek Jastrzębski[3]
- 2016 – Hanna Machińska[4], Aleksandra Dyrda[5], Joanna Muszkowska-Penson, Olga Krzyżanowska[6], Eleonora Zielińska[7], Wanda Wojtuszewska[8], Halina Bortnowska, Anna Jakubowska, Maria Zoll-Czarnecka, Agnieszka Bartkowiak, Monika Madalińska, Maria Sielicka-Gracka
- 2017 – Ks. Robert Sitarek[9], Daniel Dryniak[10], Anna Bogucka-Skowrońska, Jacek Taylor[11], Rafał Pankowski[12]
- 2018 – Stowarzyszenie przeciw Antysemityzmowi i Ksenofobii „Otwarta Rzeczpospolita”[13], Stanisława Łukasik, Róża Czempas, Krystyna Stopczyńska i Janina Gałwa ze Stowarzyszenia Lekarze Nadziei[14], Marek Michalak[15]
- 2019 – 25-lecie Centrum Praw Kobiet – Urszula Nowakowska[16], Andras Sajo[17]
- 2020 – Ewa Ewart[18], Szymon Modrzejewski[19], Anna Šabatová[20], Stanisław Schubert[21], Aneta Wiewiórowska-Domagalska[22], Mirosław Wyrzykowski[23], Mieczysław Augustyn[24], Danuta Wawrowska[25], Zdzisław Kędzia[26]
- 2021 – Agata Nosal-Ikonowicz, Piotr Ikonowicz[27]
- 2022 – Marian Grzybowski (prawnik)[28], Roman Hauser[29], Zofia Romaszewska[30]
- 2023 – Henryk Skarżyński (lekarz)[31]
- 2024 – Izabela Ciuńczyk[32][33] i Katarzyna Heba[34].
- 2025 – Piotr Hofmański[35]